# Haematopota abatrata
Haematopota abatrata är en tvåvingeart som beskrevs av Philip 1969. Haematopota abatrata ingår i släktet Haematopota och familjen bromsar. Inga underarter finns listade i Catalogue of Life.